# Chamaeleo balebicornutus
Chamaeleo balebicornutus är en ödleart som beskrevs av  Colin Tilbury 1998. Chamaeleo balebicornutus ingår i släktet Chamaeleo och familjen kameleonter. Inga underarter finns listade i Catalogue of Life.